# Ahmet Berman
Ahmet Berman (Istanbul, 1º gennaio 1932 – Istanbul, 17 dicembre 1980) è stato un calciatore turco, di ruolo difensore.

## Palmarès

### Club

#### Competizioni nazionali
- Campionato turco: 4

Beşiktaş: 1957, 1958
Galatasaray: 1961-1962, 1962-1963
- Coppa di Turchia: 3

Galatasaray: 1962-1963, 1963-1964, 1964-1965